# Chlorophorus juheli
Chlorophorus juheli är en skalbaggsart som beskrevs av Karl Adlbauer 2003. Chlorophorus juheli ingår i släktet Chlorophorus och familjen långhorningar. Inga underarter finns listade i Catalogue of Life.